# Hecelchakán
Hecelchakán ist eine Kleinstadt mit knapp 12.000 Einwohnern und der Hauptort der gleichnamigen Gemeinde (municipio) mit insgesamt ca. 32.000 Einwohnern im Westen der Halbinsel Yucatán bzw. im Norden des mexikanischen Bundesstaats Campeche.

## Lage und Klima
Hecelchakán ist ca. 35 km (Luftlinie) vom Golf von Mexiko, d. h. auch von der Insel Jaina, entfernt und liegt in einer Höhe von ca. 15 m. Campeche, die Hauptstadt des Bundesstaats, befindet sich etwa 65 km südwestlich. Der Ort liegt an der Eisenbahnstrecke Campeche–Mérida des Tren Maya. Das Klima ist meist schwülwarm; Regen (ca. 1000–1500 mm pro Jahr) fällt übers Jahr verteilt.

## Bevölkerung
| Jahr      | 2000  | 2010   | 2020   |
| Einwohner | 9.427 | 10.285 | 11.419 |

Die weitaus meisten Einwohner sind indigener Abstammung, d. h. Maya oder Mestizen.

## Wirtschaft
Hecelchakán ist ein Zentrum des Obst- und Gemüseanbaus in Yucatán. Der Tourismus spielt eine untergeordnete Rolle.

## Geschichte
Nach der Eroberung Yucatáns durch Vater und Sohn Francisco de Montejo in den 1530er und 1540er Jahren wurde die Halbinsel hauptsächlich durch den Franziskanerorden missioniert. Auch Hecelchakán erhielt eine große Missionskirche mit angrenzendem Konvent und einer „Offenen Kapelle“ (Capilla abierta). Davor befindet sich ein großer Platz zur Versammlung der Indios.

## Sehenswürdigkeiten
- Die Missionskirche San Francisco de Asís mit ihrer seitlichen Capilla abierta ist eine Gründung des Franziskanerordens.
- Das Museo Arqueológico del Camino Real[2] befindet sich in einem historischen Gebäude im Stadtzentrum und präsentiert Fundstücke aus der Region.

Umgebung
- Die Maya-Stadt Xcalumkin befindet sich ca. 15 km östlich von Hecelchakán.
- Auch die nahezu unbekannte Maya-Siedlung Xuelén liegt auf dem Gebiet der Gemeinde.